# 300 ore per innamorarsi
300 ore per innamorarsi (Keinohrhasen), il cui seguito è il film del 2009 30 giorni per innamorarsi, è un film del 2007 diretto da Til Schweiger.

## Trama
Ludo Decker è un reporter di stampa scandalistica ed insieme al suo amico fotografo Moritz spia celebrità per il tabloid Das Blatt. Per riuscire a scattare una foto esclusiva ad un campione di boxe che sta facendo la sua proposta di matrimonio alla fidanzata, Ludo e Moritz salgono sulla cupola di vetro del ristorante, ma il vetro si rompe e Ludo cade sulla torta di fidanzamento e viene condannato a trecento ore di lavoro socialmente utile in un asilo. Lì, incontra Anna Gotzlowski, una sua vecchia conoscenza d'infanzia che amava prendere in giro e umiliare che non sembra aver dimenticato le offese subite. Nonostante il loro rapporto parta con il piede sbagliato, i due diventano amici e trascorrono molto tempo insieme.

## Colonna sonora
1. Mr. Brightside (The Killers) - 8:48
2. Deepest Blue (Deepest Blue) - 3:24
3. Is It Love (Stefan Hansen, Dirk Reichardt, Mirko Schaffer) - 2:18
4. Anna & Ludo - Hold Me Now (Rea Garvey) - 1:47
5. Springtimes (Stefan Hansen, Dirk Reichardt, Mirko Schaffer) - 2:56
6. Lifeline (Angels & Airwaves) - 4:16
7. Autumn Leaves (Stefan Hansen, Dirk Reichardt, Mirko Schaffer) - 1:42
8. Everybody's Changing (Keane) - 3:35
9. Looking for Atlantis (Prefab Sprout) – 4:03
10. Rain (Stefan Hansen, Dirk Reichardt, Mirko Schaffer) – 1:18
11. I Still Remember (Bloc Party) – 4:20
12. Liquid (Stefan Hansen, Dirk Reichardt, Mirko Schaffer) – 1:43
13. Everything's Magic (Angels & Airwaves) – 3:51
14. Some Time (Stefan Hansen, Dirk Reichardt, Mirko Schaffer) – 1:59
15. Sad Song (Au Revoir Simone) – 4:07
16. Apologize (Timbaland & OneRepublic) – 3:04
17. A Rainy Day in Vancouver (Stefan Hansen, Dirk Reichardt, Mirko Schaffer) – 1:38
18. Rocket Brothers (Kashmir) – 5:27
19. Perfect Circle (Stefan Hansen, Dirk Reichardt, Mirko Schaffer) – 2:57
20. Cheyenne Blue (Stefan Hansen, Dirk Reichardt, Mirko Schaffer) – 1:40
21. Der Zauberlehrling (Junge Dichter & Denker) – 3:54

## Distribuzione
- 10 dicembre 2007 in Germania (Keinohrhasen)
- 20 dicembre 2007 in Svizzera
- 21 dicembre 2007 in Austria
- 7 agosto 2008 in Russia
- 25 settembre 2008 negli Stati Uniti d'America (Rabbit Without Ears)
- 1º novembre 2008 in Giappone
- 20 novembre 2008 a Singapore

## Riconoscimenti
| 2008 Bambi Awards: - Vinto miglior film nazionale; 2008 Bogey Awards, Germania (Bogey Award in Gold): - Vinto; 2008 Ernst Lubitsch Award: - Vinto da Til Schweiger; 2008 European Film Awards (Audience Award): - Nomination miglior film; | 2008 German Camera Award: - Nomination miglior film; 2008 German Comedy Awards: - Vinto miglior commedia; 2008 Golden Screen, Germania (Golden Screen with 1 Star): - Vinto; 2009 Bavarian Film Awards (Audience Award): - Vinto da Til Schweiger; |